# Whycocomagh 2
Whycocomagh 2 est une réserve micmacque située dans le comté d'Inverness en Nouvelle-Écosse dans l'Est du Canada. Elle est administrée par la Première nation Waycobah.

## Annexe